# Poliembrionía

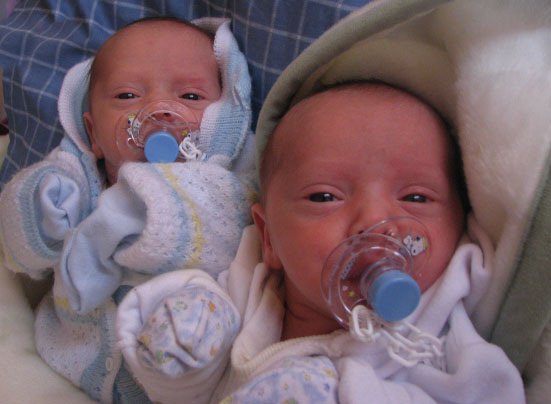
Gemelos monocigóticos o univitelinos generados por poliembrionía simple.

La poliembrionía es un mecanismo reproductivo en el que se desarrollan dos o más embriones a partir de un solo gameto fecundado. Dicho de otra forma, un óvulo y un espermatozoide dan lugar a más de un descendiente, el cigoto se produce por reproducción sexual, pero luego este se divide asexualmente. Como  provienen del mismo cigoto, todos los embriones presentan la misma información genética y el mismo sexo. 

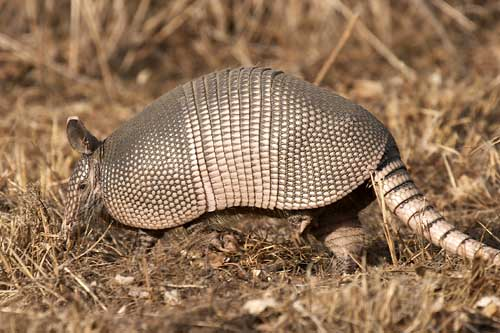
Los armadillos (género Dasypus) son siempre poliembriónicos

## Fases
Durante la fecundación se produce un cigoto por reproducción sexual y más tarde se divide por reproducción asexual. Como es lógico, toda la camada es de un mismo sexo puesto que todos los futuros individuos proceden de un mismo óvulo y un mismo espermatozoide. Más tarde, el embrión se fragmenta en varios iguales con el mismo ADN (ácido desoxirribonucléico) que se desarrollarán independientemente e individualmente.

## Características
La poliembrionía se da en muchos insectos parásitos del orden Hymenoptera (tales como Encyrtidae, Dryinidae, Platygastridae y Braconidae) y en el orden Strepsiptera. La poliembrionía ha evolucionado independientemente en estos grupos. En Encyrtidae se producen dos tipos de larvas, unas grandes y fuertes, como soldados, que no se reproducen y otras que son fértiles. Las de tipo soldado patrullan y atacan otros parasitoides si los encuentran.
El término también se usa en botánica cuando dos plantines provienen de una sola semilla.

## Apomixis
En botánica, la apomixia o apomixis es un modo de reproducción asexual, sin fertilización y sin meiosis. Una apomíctica o planta apomíctica produce semillas que son genéticamente idénticas a la planta madre. Aunque evolutivamente las ventajas de la reproducción sexual se pierden, la apomixis permite la fijación indefinida de genotipos altamente adaptados. Esta ventaja de la apomixis es -desde el punto de vista genético- la misma que presenta la multiplicación vegetativa. No obstante, en la apomixis también se produce la dispersión de las semillas, lo que permite a las plantas apomícticas explorar y conquistar nuevos ambientes.